# Kropa

Lega kraja v Atlasu okolja

Kropa je razpotegnjeno naselje z gručastim jedrom leži ob vzhodnem vznožju planote Jelovica v Občini Radovljica. Naselje se deli na »Zgornji konec« (Kotel), »Srednji konec« (Plac) in novo »Stočje«.
Slovi po tradicionalni železarski in kovaški dejavnosti. Kropa je od Radovljice oddaljena 13 km. Skozi naselje teče hudourniški potok Kroparica, ki se izliva v potok Lipnica. Kroparica ima amfiteatrsko povirje z močnim kraškim izvirom. Hudourniški značaj Kroparice je tudi etimološko jedro imena naselja in potoka: na odseku svojega toka skozi naselje se v deževnih obdobjih peni kakor »krop« (vrela voda). 
Kropa se je razvila, ker so bili tu na voljo vodna energija, lesno oglje in železova ruda na Jelovici. Železarstvo, živo vse od keltske dobe, je konec dvajsetega stoletja zaradi razvoja sodobnejše črne metalurgije zamrlo. Industrija (tovarna Plamen) je po letu 1945 izpodrinila tudi ročno žebljarstvo. Prebivalci so zaposleni še v umetnostni kovaški obrti.
Zgodovino kroparskega železarstva in fužinarstva lahko spoznamo v Kovaškem muzeju, ki se nahaja v Klinarjevi hiši (Kropa 10), zgrajeni v 17. stoletju in vigenjcu Vice. Sicer pa so ročno izdelani kovaški predmeti v naselju zelo prisotni. Najbolj so opazne raznolike ulične svetilke, pa tudi železni zmaj, opasani kamen itd. 
V naselju se nahajata baročna župnijska cerkev svetega Lenarta in podružnična cerkev Matere Božje.
Iz Krope vodi več pohodnih poti na Vodiško planino na Jelovici, na Jamnik preko Barigle ali po cesti ter dalje na razgledno točko Bela peč, od koder je lep razgled na Nemilje, Jamnik, Kranj itd. 

## Pomembne osebnosti
V Kropi rojeni znani Slovenci so:
- Ivan Bertoncelj, partizan, častnik in prvoborec
- Joža Bertoncelj (1901-1976), kovaški mojster
- Anton Dermota, tenorist
- Egidij Gašperšič, skladatelj in pedagog
- Jože Gašperšič (1896-1964), gospodarstvenik, zadružnik in kulturni delavec
- Zlata Gašperšič Ognjanović, sopranistka
- Bine Kordež, ekonomist in poslovnež
- Dušan Petrač, fizik
- Janez Potočnik, baročni slikar
- Janez Potočnik, ekonomist in politik

## Galerija
- Pogled vzdolž toka Kroparice
- Potok Kroparica
- Župnijska cerkev sv. Lenarta
- podružnična cerkev Matere Božje
- Upodobitev Janeza Vajkarda Valvasorja v knjigi Slava vojvodine Kranjske
- Slovenska peč - plavž iz poznega srednjega veka
- Potok Kroparica v Kropi
- Potok Kroparica pri Slovenski peči